# Fajzë
Fajzë lub Fajza – wieś położona w północnej części Albanii w gminie Fajzë. Wieś znajduje się 103 kilometrów od stolicy państwa, Tirany.

## Demografia
Według spisu ludności z 2001 roku we wsi Fajzë mieszkało 599 mieszkańców.